# Serumkrankheit
Die Serumkrankheit ist eine verzögerte Überempfindlichkeitsreaktion des Immunsystems vom Typ III (Immunkomplexkrankheit) auf in das Gefäßsystem eingebrachte körperfremde Proteine und Polysaccharide, beispielsweise wenn Menschen Antiserum oder Impfserum tierischer Herkunft injiziert wird. Antiserum dient dem Schutz gegen ein Gift. Es wird zum Beispiel als Antivenin gegen Schlangengift aus dem Blut von „Serumpferden“ gewonnen. Impfserum dagegen soll durch „passive Immunisierung“ vor einer Infektionskrankheit schützen. Selten können Symptome einer Serumkrankheit auch nach einer frischen Infektion, z. B. mit dem Hepatitis-B-Virus auftreten. Die Symptome der Serumkrankheit werden durch sogenannte Immunkomplexe verursacht. Diese Immunkomplexe bilden sich, wenn körpereigene Antikörper an ein Antigen (ein Fremdeiweiß, z. B. das Antiserum, oder im Falle einer Infektion einem Protein des Krankheitserregers) binden. Die Immunkomplexe lagern sich in Gelenken, in kleinen Gefäßen etc. ab und führen dort zur Aktivierung des Komplementsystems mit Schädigung und Entzündung der entsprechenden umgebenden Strukturen. Dies manifestiert sich in der Regel über Tage hinweg mit langsam zunehmender Deutlichkeit.
Die Serumkrankheit, als Begriff erstmals im Juli 1904 verwendet, wurde 1905 von Clemens von Pirquet und Béla Schick beschrieben. Weil der Antikörperspiegel 14 Tage nach einer Infektion (hier: Antiserumgabe) am höchsten ist, wurde die Serumkrankheit auch als „Krankheit des 14. Tages“ bekannt.
Die Serumkrankheit sollte nicht mit dem anaphylaktischen Schock (Allergie vom Typ I) verwechselt werden: Dies ist eine Sofortreaktion des Immunsystems auf Grund bereits bestehender Antikörper (Reagine), die daher mit plötzlicher Heftigkeit innerhalb von Minuten eintritt.

## Symptome
Symptome treten innerhalb weniger Tage, auf, in der Regel aber innerhalb von 14 Tagen. Es gibt aber auch Extremfälle mit einer Zeitspanne von bis zu 35 Tagen.
- Ausschlag
- Gelenkschmerzen
- Fieber
- Schwellung der Lymphknoten
- Schock
- Sinken des Blutdrucks

## Behandlung
Die Symptome vergehen von alleine. In schweren Fällen werden Kortikosteroide und symptomatisch Analgetika gegeben.